# Bermuda
Bermuda (conosciuta anche come le Bermude, dove però s'intende l'arcipelago) ([bəˈmjuːdə] in inglese britannico, [bɚˈmjuːdə] in inglese americano) è un territorio d'oltremare britannico nel Nord Atlantico, a 578 miglia nautiche dalla costa degli Stati Uniti d'America. È costituito da un arcipelago che comprende circa trecento isolotti, scogli e isole coralline, venti dei quali abitati, dette le Bermude (errato quindi usare le Bermuda, come plurale, riferendosi ad esso). 
Il capoluogo è Hamilton, situato nella Grande Bermuda. Bermuda è un membro associato della CARICOM.
È il più vecchio e il più popoloso dei territori d'oltremare britannici.

## Nome
Queste isole atlantiche prendono il nome del loro scopritore, lo spagnolo Juan de Bermúdez, che le raggiunse nel 1505. In seguito colonizzate dai naufraghi della Sea Venture nel 1609, assunsero il nome di Isole Somers, in onore dell'ammiraglio George Somers.

### Il triangolo delle Bermude
L'arcipelago di Bermuda insieme alla Florida e a Porto Rico dà il nome al cosiddetto "triangolo delle Bermude".

## Storia

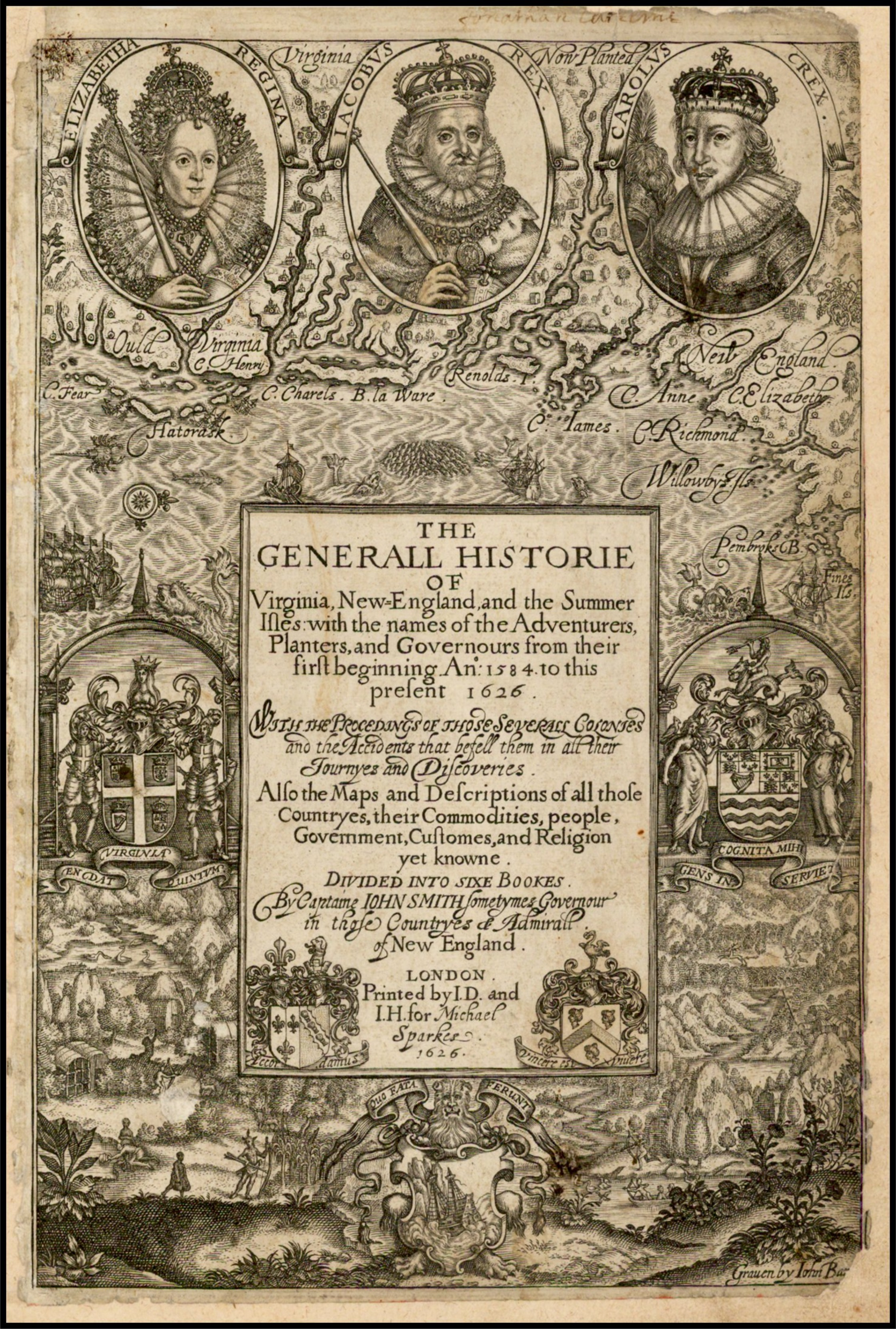
John Smith scrisse una delle prime Storia di Bermuda nel 1624 (insieme a quella della Virginia e del New England)

### Prime esplorazioni
Il primo esploratore ad aver raggiunto Bermuda fu il capitano spagnolo Juan de Bermúdez nel 1503, da cui l'arcipelago prende il nome. In seguito alla sua esplorazione, le isole furono assegnate all'impero spagnolo, anche se per tutto il XVI secolo non vi venne mai costruito un insediamento permanente.

### Insediamento inglese
Nel 1607 la società inglese Virginia Company aveva fondato la colonia di Jamestown in Virginia; due anni dopo un gruppo di imbarcazioni salpò dall'Inghilterra con destinazione Jamestown, per ampliare la nuova colonia, ma una tempesta costrinse le navi a trovare riparo presso l'arcipelago. Qui i naufraghi trovarono riparo e si fermarono per circa dieci mesi, fondando la prima colonia stabile e costruendo alcune nuove imbarcazioni per riprendere la navigazione in direzione della Virginia.
Nel 1610, dopo aver rivendicato il possesso dell'arcipelago per la corona britannica, gran parte dei sopravvissuti salpò verso il continente americano, ma alcuni di loro rimasero a Bermuda. Due anni più tardi, dall'Inghilterra salpò la nave Plough, con l'intenzione di popolare queste isole e fondare una vera e propria città, Saint George, che divenne quindi la prima capitale della nuova colonia.
L'isola è stata amministrata, come estensione della Virginia, da parte della Virginia Company fino al 1614. Nel 1615 la colonia venne assegnata alla Somers Isles Company, che la gestì fino al 1684, dopo di che la concessione alla società venne revocata e l'amministrazione passò direttamente al governo inglese.
Le isole divennero una colonia britannica a seguito dell'Atto di Unione del 1707, l'unificazione dei parlamenti della Scozia e dell'Inghilterra che ha creato il Regno di Gran Bretagna.

### XX secolo
Dal 1949, quando Terranova divenne una provincia del Canada, Bermuda è rimasto il più vecchio territorio d'oltremare britannico.
Nel marzo del 1995 il Parlamento di Bermuda approvò una legge per l'indipendenza, soggetta a referendum; questo si tenne il 16 agosto dello stesso anno e il "no" all'indipendenza vinse con un ampio margine, 74,1% contro 25,9%.

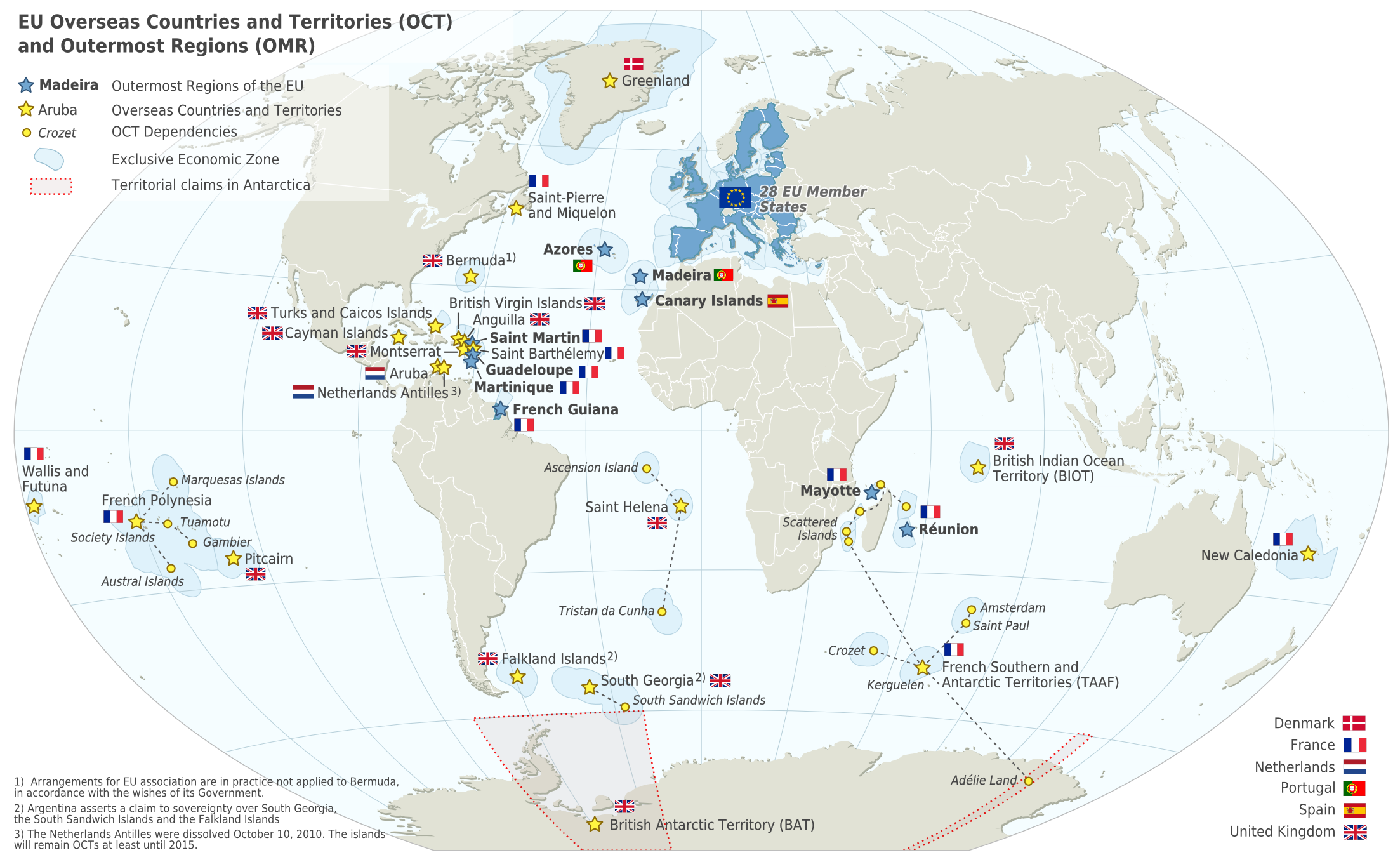
Mappa dell'Unione europea ante-Brexit nel mondo, con i Paesi e territori d'oltremare e le regioni periferiche amministrati da Stati europei

Dal momento del ritorno di Hong Kong alla Cina nel 1997, Bermuda è il territorio d'oltremare britannico più popoloso. La sua prima capitale, Saint George, è il più antico insediamento inglese delle Americhe abitato in modo continuativo dalla sua fondazione fino a oggi.

## Geografia

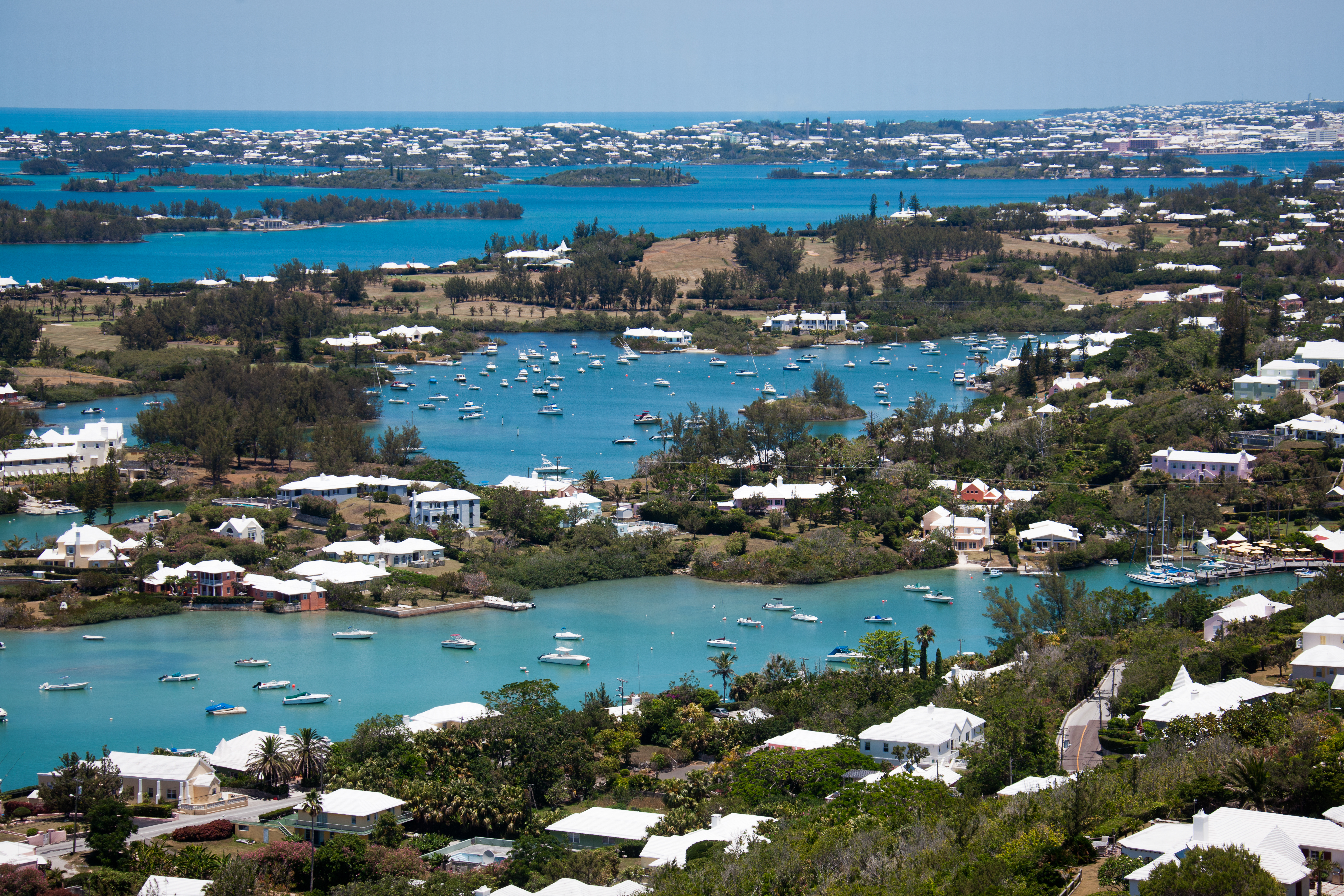
Vista dalla parte superiore della Gibb's Hill Lighthouse

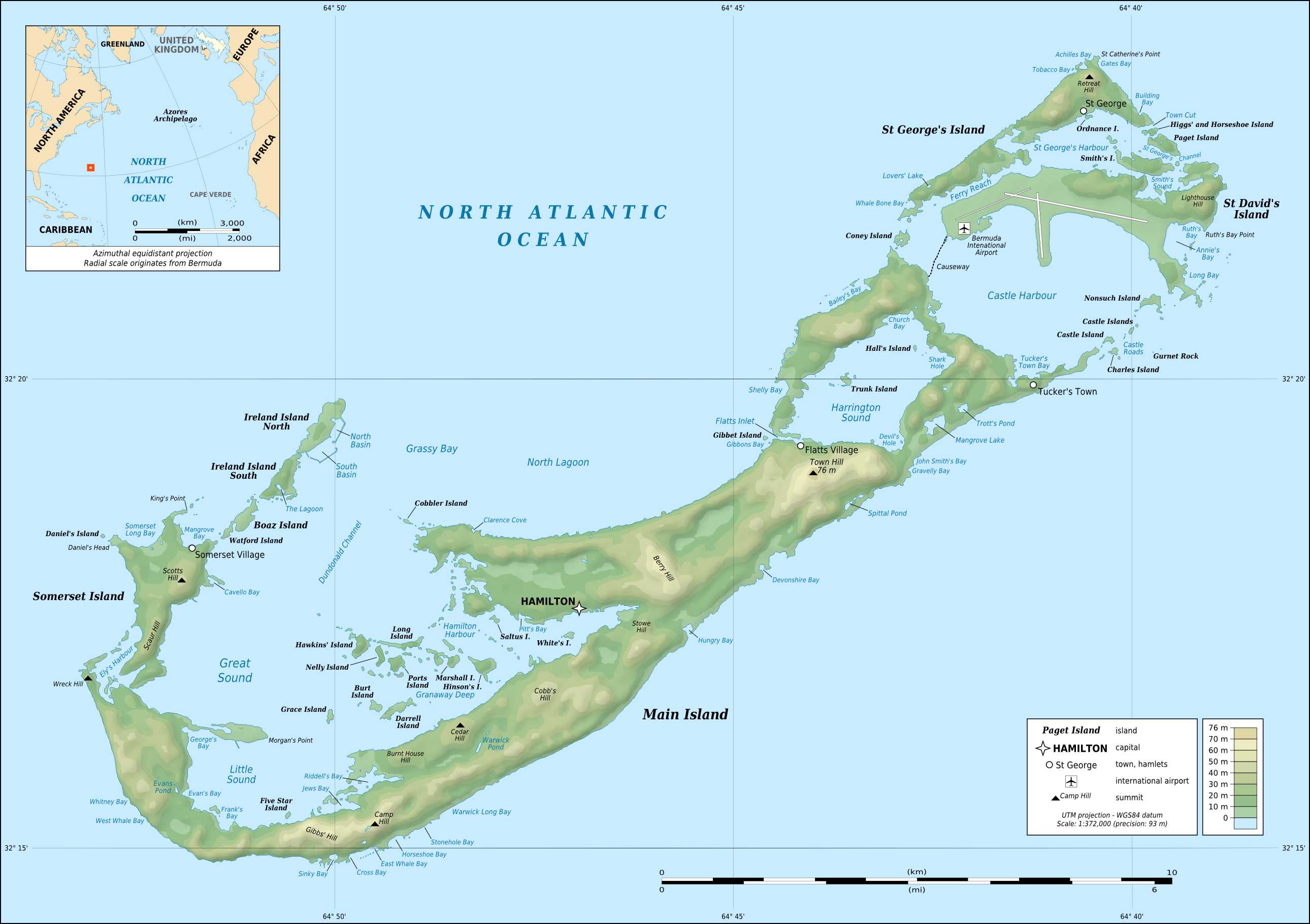
Mappa topografica di Bermuda

Bermuda è un arcipelago di isole di origine vulcanica situate nell'oceano Atlantico, nella parte occidentale del Mar dei Sargassi, a circa 578 miglia nautiche a est-sud-est di Capo Hatteras.
L'arcipelago è formato dai punti più alti sul bordo della caldera di un vulcano sottomarino che forma una montagna sottomarina. Il vulcano è parte di una serie che si è formata nello stesso processo che ha creato il fondale dell'oceano Atlantico e la dorsale medio-atlantica. La parte superiore di questo monte ha attraversato periodi di sommersione completa, durante il quale un gran numero di organismi marini ha formato la sua copertura calcarea, seguiti da periodi in cui l'abbassamento del livello del mare portava allo scoperto grandi parte di terraferma, come ad esempio durante i periodi delle glaciazioni, in cui si formava un'isola la cui estensione poteva superare i 500 chilometri quadrati.
Sebbene solitamente indicato al singolare, il territorio è costituito da 181 isole, con una superficie totale di 53,3 chilometri quadrati. L'isola più grande è Grande Bermuda, a volte chiamata semplicemente Bermuda. Otto delle isole più grandi, quelle abitate, sono collegate da ponti.

### Lista delle isole
La redazione di un elenco delle isole è spesso complicata, poiché molte di esse hanno più di un nome (come d'altra parte succede per lo stesso arcipelago, che è stato storicamente conosciuto anche come La Garza, Virgineola e Isola dei demoni).
- Agar's Island
- Alpha Island
- Banjo Island
- Bartlett's Island
- Bartram Island
- Bay Island
- Grande Bermuda - La più grande isola delle Bermuda
- Beta Island
- Bethell's Island
- Bird Island
- Bluck's Island (in passato Dyer Island o Denslows Island)
- Boaz Island
- Brooks Island
- Burnt Island
- Burt Island, Warwick
- Burt's Island, Saint George's
- Castle Island
- Cat Island
- Cave Island
- Charles Island
- Cobbler's Island
- Cooper Island, ora incorporata in Saint David's Island
- Crawl Island
- Cross Island
- Crow Island (conosciuta anche come Easmos')
- Current Island
- Daniel Island
- Darrell Island
- Delta Island
- Doctor's Island
- Elizabeth Island
- Epsilon Island
- Eta Island
- Fern Island
- Five Star Island
- Gallows Island
- Gamma Island
- Gibbet Island
- Goat Island, Pembroke
- Goat Island, Saint George's
- Godet's Island, Paget
- Godet's Island, Warwick
- Goose Island
- Governor's Island
- Grace Island
- Grasbury's Island
- Great Oswego Island
- Haggis Island
- Hairbrush Island
- Hall Island
- Hamilton Island
- Hawkins Island
- Hen Island
- Higgs' Island
- Hinson's Island, Paget
- Hinson's Island, Southampton
- Horseshoe Island
- Hospital Island
- Hunts Island, Southampton
- Hunts Island, Warwick
- Idol Island
- Inner Island
- Inner Pear Island
- Iota Island
- Ireland Island
- Irresistible Island
- Kappa Island
- Kerosene Island
- Lambda Island
- Lefroy Island
- Little Oswego Island
- Little Rogue's Island
- Long Bird Island, ora incorporata in Saint David's Island
- Long Island, Hamilton
- Long Island, Saint George's
- Long Island, Warwick
- Magazine Island
- Malabar Island
- Marshall Island, Warwick
- Middle Island
- Moresby's Island
- Morgan's Island
- Mount Island
- Mouse Island
- Nelly Island
- No Name Island
- Nonsuch Island
- Old Castle Island
- One Tree Island
- Ordnance Island
- Outer Island
- Paget Island
- Palm Island
- Partridge Island
- Peggy's Island
- Perot Island
- Ports Island
- Rabbit Island
- Regatta Island
- Reid Island
- Rickett's Island
- Riddell's Island
- Rogue Island
- Rushy Island, Bermuda
- St. David's Island
- St. George's Island
- Saint Michael's Island
- Saltus Island
- Smith's Island
- Somers Island
- Somerset Island
- Spanish Island
- Spectacle Island, Paget
- Spectacle Island, Southampton
- Spectacle Island, Warwick
- Swan Island
- Theta Island
- Tilley Island
- Trunk Island
- Tucker's Island
- Turtle Island
- Verrill Island
- Watford Island
- Watling Island
- Westcott Island
- Whale Island, Sandys
- Whalers Island, Saint George's
- White Island, Paget
- White's Island, Saint George's
- Zeta Island

### Suddivisione amministrativa

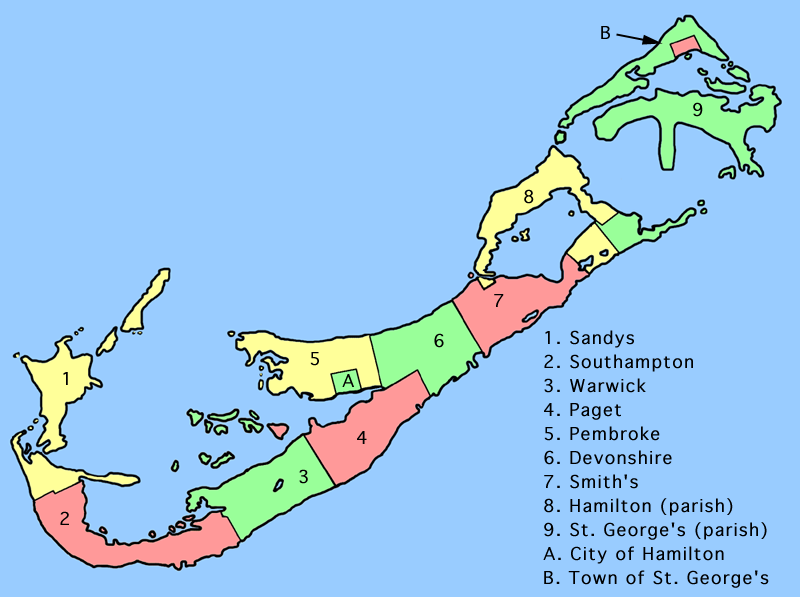
Parrocchie civili di Bermuda

Bermuda è suddivisa amministrativamente in nove parrocchie civili e due municipalità esterne alle parrocchie (le cittadine di Hamilton e Saint George).
Le nove parrocchie civili di Bermuda sono:
- Devonshire
- Hamilton
- Paget
- Pembroke
- Saint George's
- Sandys
- Smith's
- Southampton
- Warwick

Municipalità:
- Hamilton (city)
- Saint George's (town)

Villaggi:
- Flatts Village
- Somerset Village

## Società
La popolazione di Bermuda è così suddivisa (dal censimento del 2016, autoidentificazione etnica): 52% neri; 31% bianchi; 9% multirazziali; 4% asiatici; 4% altro. Il 70% circa della popolazione residente a Bermuda è nata sull'arcipelago.

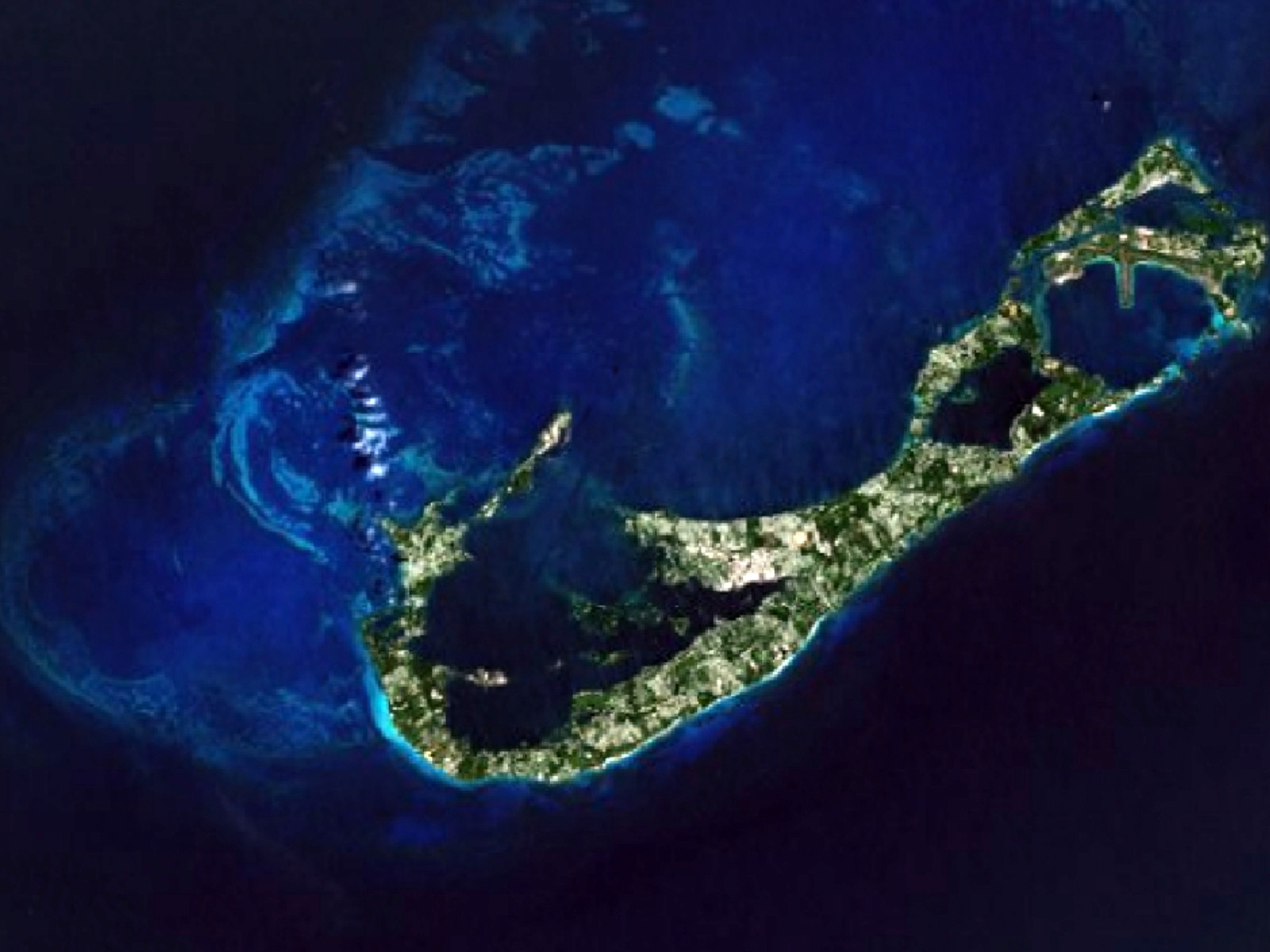
Bermuda vista dal satellite

### Evoluzione demografica

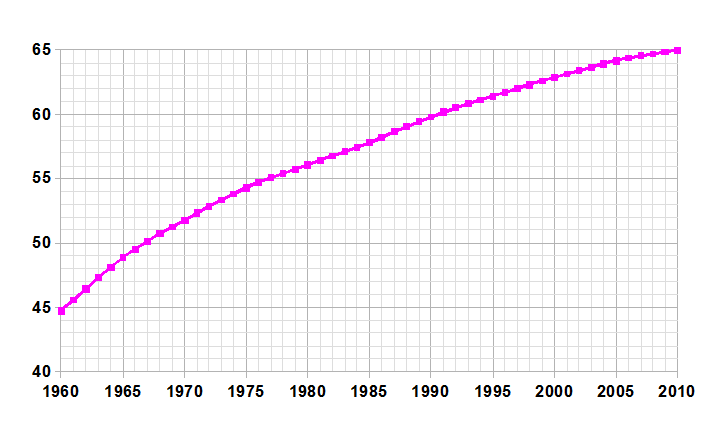
Andamento della popolazione di Bermuda dal 1960 al 2010 in migliaia di persone.

### Lingue
Si parlano l'inglese (lingua ufficiale) e il portoghese.

### Religione
La religione predominante è il protestantesimo con circa il 52% della popolazione, segue quella cattolica con il 15% e le altre con il 32%.

## Politica

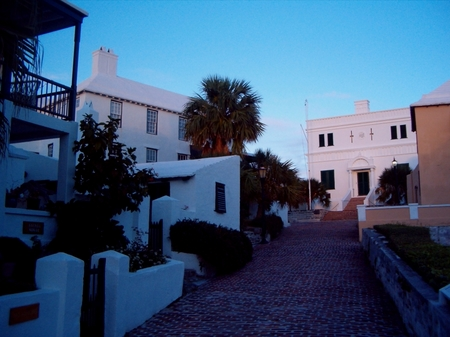
The State House, sede del parlamento di Bermuda tra il 1620 e il 1815

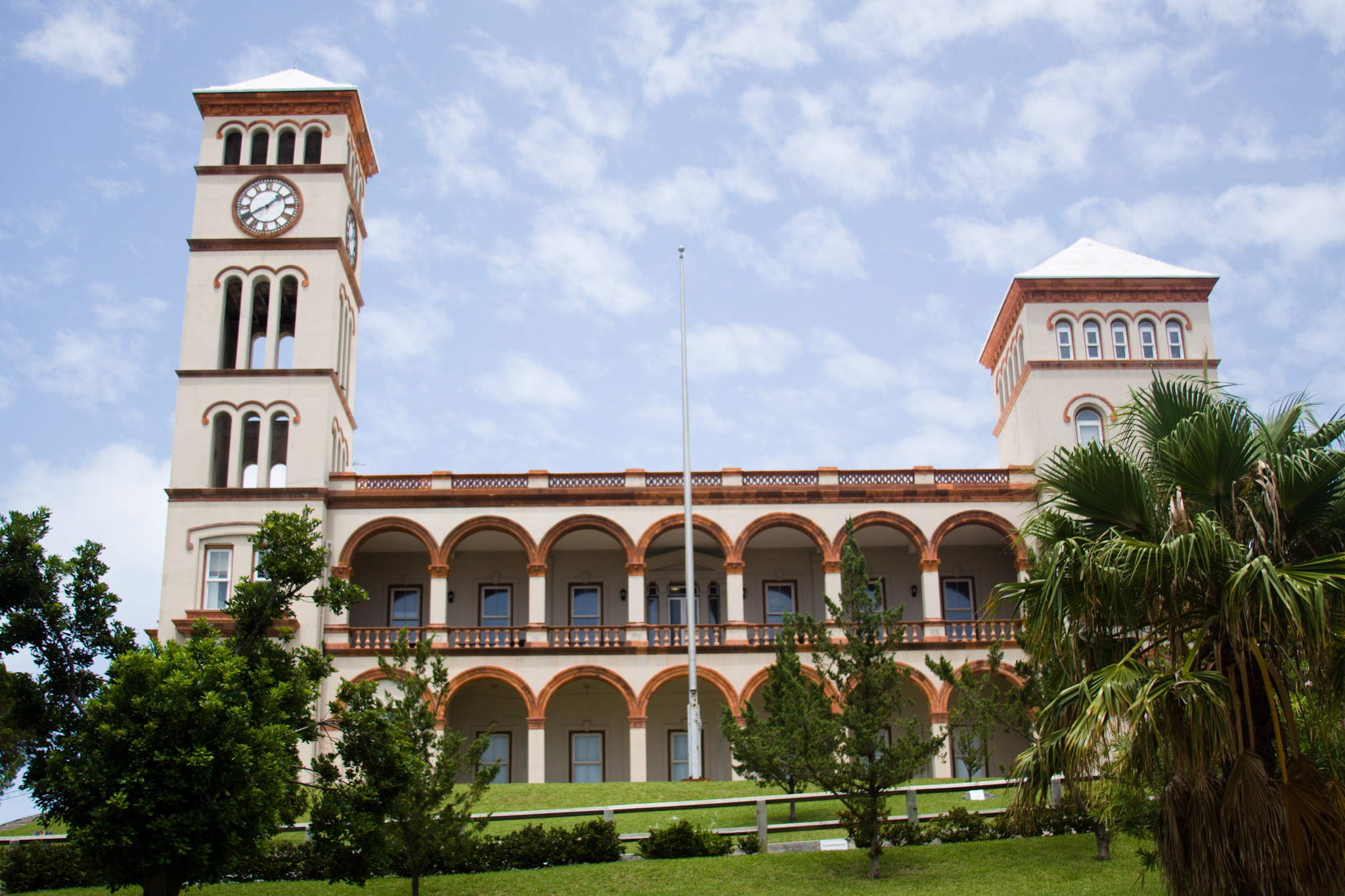
Sessions House, attuale sede della Camera dell'Assemblea e della Corte Suprema

### Organizzazione dello Stato
Il potere esecutivo spetta al monarca ed è esercitato a suo nome dal governatore, nominato dal re su consiglio del governo britannico. L'attuale governatore è Rena Lalgie, in carica dal 14 dicembre 2020. C'è anche un vice governatore (attualmente David Arkley).
Il capo del governo di Bermuda è il premier di Bermuda, dal 19 luglio 2017 Edward David Burt, che viene nominato dal governatore di Bermuda.
Bermuda è classificato come territorio d'oltremare britannico, ma è la più antica colonia britannica. 
Nel 1620 un assenso reale concesse a Bermuda un limitato autogoverno; il suo Parlamento è il quinto più antico del mondo, dopo quello del Regno Unito, il Tynwald dell'isola di Man, l'Althing islandese e il Sejm della Polonia. Di questi, solo il parlamento di Bermuda e il Tynwald dell'isola di Man sono stati in vigore dal 1620 in maniera continuativa.

## Economia
Il settore bancario e dei servizi finanziari rappresenta l'85% del PIL di Bermuda. Importante per l'economia di Bermuda è il turismo, che rappresenta il 5% del PIL. Nell'isola si producono inoltre frutta e ortaggi. Notevole è l'esportazione di fiori, essenze e bulbi.

### Paradiso fiscale

#### Rispetto all'Italia
Bermuda è considerata un paradiso fiscale. Il sistema fiscale italiano, col Decreto Ministeriale 04/05/1999, l'ha inserita tra gli Stati o Territori aventi un regime fiscale privilegiato, nella cosiddetta Lista nera, ponendo quindi limitazioni fiscali ai rapporti economico-commerciali che si intrattengono tra le imprese italiane e i soggetti ubicati in tale territorio.
Bermuda applica imposte dirette molto basse su redditi di persone fisiche o giuridiche. Il sistema fiscale locale si basa su diritti doganali, imposte da redditi e sui consumi.

## Missioni spaziali
14 luglio 2000: viene lanciato BermudaSat 1 (ex EchoStar VI), primo satellite di Bermuda.

## Sport
Bermuda alle Olimpiadi ha ottenuto la prima medaglia d'oro nel triathlon con Flora Duffy a Tokyo 2020.
La prima medaglia, invece, venne conquistata nel pugilato da Clarence Hill, bronzo alle Olimpiadi di Montréal 1976.

## Ricorrenze nazionali
Un importante aspetto culturale è rivestito dalle feste nazionali.